# Issirac
Issirac – miejscowość i gmina we Francji, w regionie Oksytania, w departamencie Gard.
Według danych na rok 1990 gminę zamieszkiwały 163 osoby, a gęstość zaludnienia wynosiła 8 osób/km² (wśród 1545 gmin Langwedocji-Roussillon Issirac plasuje się na 744. miejscu pod względem liczby ludności, natomiast pod względem powierzchni na miejscu 371.).